# Jan Tenner
Jan Tenner ist eine Hörspielserie, die von 1980 bis 1989 von dem Hörspiel-Label Kiosk (heute: Kiddinx) vertrieben wurde. Sie wurde erst im Jahr 2000 mit einer letzten Folge abgeschlossen. Die ersten sechs Folgen wurden zunächst unter dem Titel Jan Tenner – Der Superheld vertrieben.
Weiterhin gab es von 2001 bis 2002 die Fortführung Jan Tenner – Die neue Dimension. Die Originalserie wurde seitdem unter Jan Tenner – Classic vertrieben.
Seit 27. September 2019 wird die Handlung von Jan Tenner – Classic durch Zauberstern-Records mit der neuen Serie Jan Tenner – Der neue Superheld fortgeführt.

## Produktion

### Jan Tenner – Classic
Die Hörspieldrehbücher stammen für die Folgen eins bis sechs von Dick Farlow (alias H. G. Francis) und ab Folge sieben von Kevin Hayes (alias Horst Hoffmann), beide bekannt u. a. durch ihre Mitarbeit an der Perry-Rhodan-Serie. In unregelmäßigen Abständen sind von 1980 bis 1989 insgesamt 45 Folgen erschienen. Anschließend wurde die Serie – trotz eines offenen Endes in Episode 45 (Zweisteins Rückkehr) – eingestellt.
Erst im November 2000 erschien die 46. Hörspielkassette mit der Episode Mimo, der Rächer. Die Folge diente zugleich als Abschluss der Serie.
Ungewöhnlich für eine Jugendreihe war die Einführung von folgenübergreifenden Handlungen ab der siebten Folge der Serie. Beispielsweise wird die eingeführte außerirdische Bedrohung durch das Volk der Leonen erst nach einer sich über neun Folgen erstreckenden Odyssee aufgelöst. Zum Ende der Reihe werden mit abgeschlossenen Doppelfolgen Geschichten präsentiert, die mehr als eine Hörspielkassette umfassen. Dem Hörer wird am Ende jeder Kassette der Titel der nächsten Folge genannt – auch wenn diese keine direkten Fortsetzungen darstellen.
Ab September 2006 wurden von Kiddinx und VGH die klassischen Jan-Tenner-Folgen erstmals auf CD aufgelegt. Die Veröffentlichung erfolgte unregelmäßig und nicht chronologisch. Darüber hinaus wiesen die CD-Ausgaben häufig Tippfehler auf den Covern auf.
Seit März 2024 werden von Kiddinx und Zauberstern Records die klassischen Folgen erneut auf CD veröffentlicht.

### Jan Tenner – Die neue Dimension
Im Jahr 2001 startete Kiddinx eine Neuauflage mit dem Titel Jan Tenner – Die neue Dimension. Für die Fortführung der Serie wurde eine neue Sprecherbesetzung zusammengestellt. Zudem wurden auch Toneffekte und die Musik erneuert. Die Handlung knüpft jedoch direkt an die vorherigen 46 Folgen an. Die Hörspieldrehbücher stammten wie im Original aus der Feder von Kevin Hayes. Ferner übernahm Ulli Herzog ab Folge 8 erneut die Regie.
Trotz großen Einsatzes, inklusive Computerspiels, brachte die Serie nicht den erhofften Erfolg. Die Produktion wurde 2002 nach elf Folgen eingestellt. Es waren noch weitere drei Folgen in Planung, auch hier hatte Kevin Hayes die Exposés geschrieben. Begründet wurde der Produktionsstopp vom Label mit schlechten Verkaufszahlen, weiterhin wird auch der plötzliche Tod des Regisseurs Ulli Herzog als Ursache angenommen.

### Jan Tenner – Der neue Superheld
Im September 2019 startete Kiddinx eine Fortführung der Ursprungsserie durch Zauberstern Records. Die Serie Der neue Superheld stammt bis zur Nr. 23 einmal mehr aus der Feder von Kevin Hayes. Zudem kehrten die bekannten Sprecher von Jan, Laura sowie Mimo in ihren Rollen zurück. Nachdem sechs Folgen zum Neustart der Serie erfolgreich vermarktet werden konnten, erschienen in den Folgejahren weitere Episoden.
Ab der Folge 24 übernahm mit Martin Schatke ein neuer Autor. 2024 erschienen mit Sturm über Shamazaar und Das silberne Unheil zwei Spezialfolgen nach Skripten von Schatke, die ein Crossover zu dem Game Outcast – A New Beginning darstellen.

### Sprecher
| Rolle               | Sprecher                                                   | Sprecher                                                 | Sprecher                                                     |
| Rolle               | Classic                                                    | Die neue Dimension                                       | Der neue Superheld                                           |
| ------------------- | ---------------------------------------------------------- | -------------------------------------------------------- | ------------------------------------------------------------ |
| Erzähler            | Ulli Herzog †                                              | Reinhard Kuhnert (bis Folge 7) Tom Vogt (Folge 8 bis 11) | Till Hagen                                                   |
| Jan Tenner          | Lutz Riedel                                                | Dennis Schmidt-Foß                                       | Lutz Riedel                                                  |
| Professor Futura    | Klaus Nägelen                                              | Klaus Jepsen †                                           | Kaspar Eichel                                                |
| Tanja               | Christine Schnell                                          |                                                          | Olivia Büschken                                              |
| Laura               | Marianne Groß                                              | Ghada Al-Akel                                            | Marianne Groß                                                |
| General Forbett     | Heinz Giese †                                              | Bernd Schramm †                                          | Thomas Kästner                                               |
| Professor Zweistein | Klaus Miedel † (bis Folge 45) Eberhard Prüter † (Folge 46) | Hans-Werner Bussinger †                                  | Helmut Gauß (Paralleldimension) Detlef Bierstedt (Gegenwart) |
| Mimo                | Wilfried Herbst                                            | Michael Pan                                              | Wilfried Herbst (bis Folge 6) Nico Nothnagel (ab Folge 7)    |
| Seytania            | Almut Eggert †                                             |                                                          |                                                              |
| Logar               | Heinz Rabe                                                 |                                                          | Sven Brieger                                                 |
| Jan Tenner junior   |                                                            |                                                          | Florian Clyde                                                |
| Lara                |                                                            |                                                          | Sarah Riedel                                                 |
| Cryona              |                                                            |                                                          | Julia Kaufmann                                               |
| Dr. Benjamin Brain  |                                                            |                                                          | Hans Bayer                                                   |
| Tamara              |                                                            |                                                          | Vera Bunk                                                    |
| Zeno                |                                                            |                                                          | Patrick Suhm                                                 |

## Die Handlung

### Jan Tenner – Classic
Die Geschichten von Jan Tenner sind Science-Fiction-Abenteuer. Sie spielen in einer nicht allzu fernen Zukunft. Tenners Welt unterscheidet sich nicht sehr von unserer heutigen, realen Welt, zumindest was die konkreten Lebensumstände, das gesellschaftliche Umfeld sowie die Umweltbedingungen betrifft. Allerdings sind Wissenschaft und Forschung bereits weiter fortgeschritten, insbesondere die Computertechnik. Der entscheidende Unterschied zu unserer Welt ist der bereits erfolgte erste Kontakt mit Außerirdischen und die immer wiederkehrende Bedrohung durch feindlich gesinnte Lebensformen aus dem All. Um diese und andere Gefahren von der Erde abzuwenden, finden sich die Hauptfiguren der Serie immer wieder zusammen und greifen im konkreten Falle ein, bis die Situation entschärft und das Abenteuer beendet ist.
Die Jan-Tenner-Serie spielt in Westland, einem fiktiven Staat bzw. Kontinent auf der Erde. Das Wetter und fast alle technischen Einrichtungen Westlands werden zentral ferngesteuert. Die Hauptenergieversorgung erfolgt nuklear durch das Kernkraftwerk Westland und durch Sonnenkraftwerke. Außerdem gibt es bereits Anfänge von Weltraumfahrt, die nach Kontakt mit außerirdischer Technik im Verlauf der Serie schnell weiterentwickelt werden, so dass sich dann die Orte von Jan Tenners Abenteuern vom irdischen Westland immer wieder in den Weltraum verlagern. Sogar Zeitreisen werden möglich.
Hauptfigur ist der namensgebende Jan Tenner, ein Student der Physik. Dieser arbeitet eng mit Professor Futura, dem erfolgreichsten Wissenschaftler Westlands, zusammen. Futura wird dabei von seiner Assistentin Tanja, die ab Folge 4 von Laura ersetzt wird, unterstützt. General Forbett, Oberbefehlshaber der Armee von Westland, bittet in brenzligen Situationen Professor Futura um Hilfe. Dieser kann dabei auf die Unterstützung von seiner Assistentin und Jan setzen.
Ein prägendes Element der Serie ist ein vom Professor entwickeltes Serum, mit dem verschiedene Formen der Körperumwandlung möglich sind. Dieses Serum hilft Jan Tenner und Laura immer wieder bei der Bewältigung brenzliger Situationen.
Während zu Beginn der Serie kleinere Bedrohungen und Gefahren im Fokus stehen, spielt die Serie bereits ab der fünften Folge auf eine bevorstehende Gefahr einer außerirdischen Lebensform an, welche die Erde erobern möchte. Die Leonen werden erstmals in Finsternis über Westland namentlich erwähnt und in Invasion der Androiden stehen die Helden den Leonen erstmals gegenüber. Zudem wird ab Folge 10 mit Professor Zweistein eine weitere fortlaufende Bedrohung eingeführt. In der Folge Die Zeitfalle geraten die Helden an ein Zeitraumschiff der Leonen und zwei Folgen später in Kurs auf Wega 5 tritt erstmals Mimo, der Bordcomputer dieses Raumschiffs, das Silbervogel getauft wird, in Erscheinung.
Anschließend beginnt eine sich über neun Episoden erstreckende Odyssee, in der sowohl Zweistein wie auch die Leonen maßgeblich in Erscheinung treten. Während die Leonen sich im Sonnensystem versammeln, lockt Zweistein die Helden auf einem fernen Planeten in eine Falle. Die Leonen belagern inzwischen die Erde und schirmen sie mit einem undurchdringlichen Energiefeld vom Rest des Sonnensystems ab.
Jan und seine Freunde versuchen, den mythischen Stein der Macht zu finden, der drei Wünsche erfüllen kann. Mit seiner Hilfe wollen sie die Leonen zurückschlagen. Zweistein, der ebenfalls von dessen Existenz erfahren hat, möchte diesen für eigene Zwecke verwenden. Es folgt ein Wettrennen um besagten Stein sowie die anschließende Befreiung der Erde.
Danach rücken erneut kleinere Konflikte in den Vordergrund, bis die Helden durch einen Weltraumwirbel in eine andere Dimension gezogen werden und auf die Puppenkönigin Seytania treffen. Neben ihr tritt zunehmend ihr Vater Logar, Herrscher des Dunklen Imperiums, im Kampf gegen das „Nichts“ in den Fokus. Tenner und seine Freunde können sich letztendlich mit Logar und Seytania verbünden und gemeinsam gelingt es ihnen, das „Nichts“ zu besiegen. Diese Thematik zieht sich über insgesamt acht Folgen, welche jedoch immer wieder von abgeschlossenen Episoden mit Zweistein unterbrochen werden.
Nach Abenteuern unter Wasser sowie auf fernen Welten gelingt es den Helden in einer Folge, Zweistein zu schrumpfen und gefangenzunehmen.

### Jan Tenner – Die neue Dimension
Thematisch stellt Die neue Dimension eine direkte Fortsetzung dar. Jedoch änderte sich die Art und Weise, wie die Figuren miteinander agierten und wie sie in Erscheinung traten. Aus der Assistentin Laura wurde beispielsweise die Computerspezialistin, auch wenn diese Fähigkeit nie zum Einsatz kam. Außerdem wurde Jan Tenner künftig vom Professor wie auch vom General häufig mit Tenner angesprochen.
Die Serie beginnt damit, dass das Team um Jan Tenner im Silbervogel ein schwarzes Loch erforschen möchte. Sie geraten jedoch in den Ereignishorizont und finden sich in einem anderen Universum wieder.
Dort angekommen finden die Helden auf einer fremden Welt Horung, der ihnen erzählt, dass sie nur über eine geheime Matrix in ihr Universum zurückkehren können. Um diese zu vervollständigen, benötigen sie sechs Zeichen, welche Jan Tenner und seine Freunde fortan suchen und sich dabei dem Schurken Xarxas stellen müssen. Am Ende dieser Odyssee wird deutlich, dass Xarxas lediglich ein von Professor Zweistein erstelltes Computerprogramm war und das Team um Jan Tenner in eine Falle gelockt hat.
Zurück auf der Erde stellen die Helden fest, dass Zweistein aus seiner Gefangenschaft ausgebrochen ist und sich zum Herrscher der Welt ernannt hat. Mit vereinten Kräften gelingt es ihnen jedoch, Zweistein zu stürzen. Die gesamte Geschichte umfasst insgesamt zehn Folgen. In einer elften und letzten Episode wird eine Bedrohung der Xantha'uh angedeutet, welche jedoch aufgrund der Einstellung der Serie nicht mehr aufgelöst wird.

### Jan Tenner – Der neue Superheld
Bei einem Experiment von Professor Futura kommt es zu einem Zwischenfall, welcher dafür sorgt, dass General Forbett, die sich im Tiefschlaf befindende Tanja sowie der Professor selbst verschwinden. Alle drei werden für tot erklärt. 30 Jahre später haben Jan und Laura den Orden des Futura gegründet, mit dem sie sein Wissen weitergeben und vorantreiben wollen. Jan und Lauras Kinder, Jan Tenner Junior und Lara, entdecken in Westland Tanja, welche nach dem Zwischenfall vor 30 Jahren nicht gealtert ist und plötzlich wieder zu sich kommt. Die aufgewachte Tanja verfügt über diverse übernatürliche Kräfte. Gleichzeitig tauchen auch Professor Futura und der General wieder auf. Alle drei haben die Ereignisse vor 30 Jahren überlebt und befanden sich in einer Art Stasis. Darüber hinaus wird Westland von dem Nachbarkontinent Ostland und dessen Imperator Ling Furiosa bedroht.
Eine weitere Gefahr, mit der Jan Junior konfrontiert wird, ist das Nichts, welches man besiegt geglaubt hatte. Neben dem mittlerweile greisen Erzfeind Zweistein betritt ein neuer Superschurke die Bühne: der irre Wissenschaftler Benjamin Brain, der Tiermenschen erschafft.

## Hintergrund

### Ursprünge
Die Originalserie spielt, aus Sicht der achtziger Jahre, in einer nicht allzu fernen Zukunft. In der Charakterdarstellung sind diverse Parallelen zu Flash Gordon wiederzufinden. Neben der optischen Ähnlichkeit zwischen Jan Tenner und Flash Gordon ist Tenner Student der Physik an der Universität von Westland, während Gordon ein Yale-Absolvent ist. Zudem werden beide als äußerst sportlich dargestellt. Die Figur Laura (zuvor Tanja) weist Parallelen zu Dale Arden auf und Professor Futura findet sich in Dr. Hans Zarkov wieder.
Neben Flash Gordon finden sich Gemeinsamkeiten zu anderen Science-Fiction-Werken wie Alarm im Weltall oder der Comic-Serie Captain York. Verglichen mit dem gegenwärtigen Technikstand bestehen zum Beispiel Computer aus großen, klobigen Komponenten wie Spulen, Bändern, Drähten, Hebeln und Knöpfen. Roboter, insbesondere die von Zweistein, sind zwar robust und zeichnen sich durch übermenschliche Stärke aus, verfügen aber nur über eine geringe Intelligenz und Agilität, wodurch Tenner sie stets rasch ausschalten kann. Sie denken in der Serie positronisch.

### Das Serum
Sowohl in der Originalserie wie auch in den Nachfolgeserien spielen von Professor Futura entwickelte Seren eine wichtige Rolle, mit denen Körperumwandlungen möglich sind; Menschen können durch sie bestimmte Fähigkeiten für begrenzte Zeit erlangen. Jedes Serum wird intravenös verabreicht und tritt beispielsweise in folgenden Derivaten auf:
- Flugserum
- Unsichtbarkeitsserum
- Stärkeserum
- Verkleinerungsserum
- Tauchserum
- Telepathieserum
- Entstofflichungsserum
- Sprachserum (Folge 7)

Die Idee der Körperumwandlung ist eine Anlehnung an die von Charles-Édouard Brown-Séquard im Jahre 1889 durchgeführten Selbstexperimente.

### Intelligenz
Ein oft thematisierter Aspekt der Originalserie ist die Intelligenz. Wenn die Helden beispielsweise auf außerirdische Lebensformen treffen, wird erwähnt, dass es sich um eine intelligente Lebensform handelt. Im Gegenzug dazu werden Kampfroboter und andere Maschinen häufig als primitive Werkzeuge dargestellt, welche durch mangelnde Intelligenz leicht zu überlisten sind.
Verfügten Computer über eine Intelligenz und nahmen sie eine steuernde Funktion in einer Folge wahr, so wurde entweder deutlich Kritik an ihrer Fähigkeit geübt, Entscheidung zu treffen (Das Geschenk der Leonen), oder sie waren so indoktriniert mit Befehlen, dass Tenner sie erst in einer verbalen Auseinandersetzung auf seine Seite ziehen musste (Das Totenschiff, Meteor des Grauens). Andererseits steht Jan Tenner mit „Mimo“ über viele Folgen ein intelligenter Bordcomputer zur Seite, der nicht nur eigenständige Entscheidungen trifft und auch gelegentlich Anweisungen verweigert, sondern der auch einem ausgeprägten Emotionsprogramm folgt.

## Figuren

### Hauptrollen
| Rolle               | Erster Auftritt            | Erster Auftritt        | Erster Auftritt            | Kommentar |
| Rolle               | Classic                    | Die neue Dimension     | Der neue Superheld         | Kommentar |
| ------------------- | -------------------------- | ---------------------- | -------------------------- | --- |
| Jan Tenner          | Angriff der grünen Spinnen | Schloss des Schreckens | Ein neuer Anfang           | Jan Tenner ist die namensgebende Hauptfigur und Student der Physik. Als Vertrauter von Professor Futura ist Jan zur Stelle um Gefahren von Westland und der Welt abzuwenden. Dabei setzt er häufig das von Futura entwickelte Serum ein. In den beiden Nachfolgerserien nimmt Jan eine ähnliche Rolle ein, auch wenn er in Der neue Superheld inzwischen 30 Jahre älter geworden ist. |
| Professor Futura    | Angriff der grünen Spinnen | Schloss des Schreckens | Ein neuer Anfang           | Ein führender Wissenschaftler von Westland, welcher durch die Entwicklung seiner Seren die Helden unterstützt. Durch eine Explosion in Verbindung mit einem Zeitphänomen war der Professor 30 Jahre verschwunden und kehrte nicht gealtert nach Westland zurück. |
| Tanja               | Angriff der grünen Spinnen |                        | Ein neuer Anfang           | Die erste Assistentin von Professor Futura trat zunächst überwiegend passiv auf und sorgte sich um Jan Tenner. Nach drei Folgen wurde sie von Professor Futura in einen Kälteschlaf versetzt, nachdem ein Experiment mit einem Serum misslang. Zu Beginn von Der neue Superheld konnte Tanja aus dem Kälteschlaf erweckt werden und legte seitdem andere Charaktereigenschaften an den Tag. Sie ist weniger besorgt und dafür aktiver im Handlungsgeschehen. Durch den Kälteschlaf ist sie nicht gealtert und flirtet fortan mit Jan Tenner junior. Zudem verfügt sie fortan über telekinetische Fähigkeiten. |
| Laura               | Gefahr aus dem All         | Schloss des Schreckens | Ein neuer Anfang           | Die Assistentin von Professor Futura und Nachfolgerin von Tanja. Anders als ihre Vorgängerin agiert Laura aktiver und tritt häufig unmittelbar an Jans Seite in Erscheinung. Immer wieder wurde eine romantische Beziehung zwischen beiden angedeutet. In Die neue Dimension wird sie als Computerexpertin betitelt, nutzt diese Fähigkeit jedoch nie. Bei Der neue Superheld ist Laura ebenfalls 30 Jahre älter geworden und inzwischen die Frau von Jan Tenner. |
| General Forbett     | Angriff der grünen Spinnen | Schloss des Schreckens | Ein neuer Anfang           | Oberbefehlshaber der Armee von Westland und für die Verteidigung bei irdischen und außerirdischen Bedrohungen verantwortlich. Er verkörpert das Klischee des Armeegenerals, der stets vorschnell handelt und dem als Mittel zur Lösung von Problemen meist nur der Einsatz von Waffengewalt einfällt. Durch ein Zeitphänomen war der General 30 Jahre verschwunden und ist daher wie der Professor und Tanja nicht gealtert. |
| Professor Zweistein | Der wahnsinnige Professor  | Die verlassene Erde    | Gefangene der Parallelwelt | Ähnlich wie Professor Futura ein genialer Wissenschaftler, welcher jedoch sein Wissen missbraucht, um zunächst der Herrscher der Welt und später auch des Universums zu werden. Seine Ursprünge werden in Der neue Superheld ergründet. |
| Der Silbervogel     | Die Zeitfalle              | Schloss des Schreckens | Ein neuer Anfang           | Ein Zeitraumschiff der Leonen, welches Jan und Laura in ihren Besitz bringen und fortan für ihre Abenteuer verwenden. Neben der Raumfahrt ermöglicht es, durch die Zeit zu reisen. Das Schiff wird von einem Bordcomputer namens Mimo kontrolliert. |
| Mimo                | Kurs auf Wega 5            | Schloss des Schreckens | Ein neuer Anfang           | Der zentrale Bordcomputer des Silbervogels. Mimo ist empfindsam und reagiert äußerst allergisch auf schnöde Befehle oder unsensibles und unfreundliches Verhalten ihm gegenüber. So kommt er auch zu seinem Namen Mimose, den ihm Jan spöttisch gegeben hat. |
| Jan Tenner junior   |                            |                        | Ein neuer Anfang           | Er ist der Sohn von Jan und Laura, welcher sich 30 Jahre nach den Ereignissen auf Westland in einer ähnlichen Situation wie sein Vater befindet. |
| Lara                |                            |                        | Ein neuer Anfang           | Die Tochter von Jan und Laura sowie zugleich die ältere Schwester von Jan Tenner junior. |

### Nebenrollen
| Rolle              | Erster Auftritt     | Erster Auftritt        | Erster Auftritt            | Kommentar |
| Rolle              | Classic             | Die neue Dimension     | Der neue Superheld         | Kommentar |
| ------------------ | ------------------- | ---------------------- | -------------------------- | --- |
| Die Leonen         | Red-Rock in Flammen |                        | Ein neuer Anfang           | Löwenmenschen mit vier Armen: Widersacher und später Verbündete.                                                                                              |
| Sathoan            | Das Totenschiff     |                        |                            | Sathoan ist der Kapitän des Totenschiff und sein Geist ist der Bewacher des Stein der Macht                                                                   |
| Xarxat             | Befreiung der Erde  |                        |                            | Oberbefehlshaber der Leonen |
| Seytania           | Planet der Puppen   |                        |                            | Widersacherin, beherrscht Magie, verbündet sich später mit Tenner und opfert sich letztendlich.                                                               |
| Logar              | Planet der Puppen   |                        | Kinder des Nichts          | Logar ist der Herrscher über das Dunkle Imperium, einer fremdartigen Welt in einem anderen Kosmos.                                                            |
| Ragund             |                     | Raumbasis des Grauens  |                            | Imperator des fremden Universum, in das Jan und seine Freunde durch ein schwarzes Loch geraten sind.                                                          |
| Horung             |                     | Schloss des Schreckens |                            | Der alte Lehrmeister des Imperators Ragund und dessen Berater.                                                                                                |
| Xarxas             |                     | Der letzte Kampf       |                            | Eine künstliche Intelligenz, welche die Herrschaft des fremden Universums mit Hilfe seiner Roboterarmee an sich gerissen hat.                                 |
| Roon               |                     | In den Händen der Roon |                            | Die Roon sind riesige Maulwurfwesen und werden von den Xantha'uh eingesetzt, um die Erde zu bedrohen.                                                         |
| Xantha'uh          |                     | In den Händen der Roon |                            | Insektenartige Wesen, welche die Roon kontrollieren und gemeinsam mit Zweistein die Erde angreifen wollen.                                                    |
| General Grimes     |                     |                        | Ein neuer Anfang           | Befehlshaber der Streitkräfte von Westland während der Abwesenheit von General Forbett.                                                                       |
| Dr. Benjamin Brain |                     |                        | Hirn des Bösen             | Ehemaliger Schüler von Professor Futura. Sein Verstand konnte kurz vor seinem Tod in einen Roboter übertragen werden. Fortan nennt er sich schlicht das Hirn. |
| Tamara             |                     |                        | Hirn des Bösen             | Dr. Brains Assistentin |
| Cryona             |                     |                        | Gefangene der Parallelwelt | Tanjas machthungriges Gegenstück in der Parallelwelt und dort die Gefährtin von Jan Tenner II.                                                                |

## Folgen

### Jan Tenner – Classic
Erschienene Folgen (Jahr)
- 01 – Angriff der grünen Spinnen (1980)
- 02 – Tödlicher Nebel (1980)
- 03 – Landung der Giganten (1980)
- 04 – Gefahr aus dem All (1981)
- 05 – Gefährliche Insel (1981)
- 06 – Geheimnis des Adlers (1981)
- 07 – Finsternis über Westland (1983)
- 08 – Red–Rock in Flammen (1983)
- 09 – Invasion der Androiden (1983)
- 10 – Der wahnsinnige Professor (1983)
- 11 – Angriff der Weltraumpflanzen (1983)
- 12 – Entführung ins All (1983)
- 13 – Fluch der Silberkugel (1983)
- 14 – Die Zeitfalle (1983)
- 15 – Das Geschenk der Leonen (1983)
- 16 – Kurs auf Wega 5 (1984)
- 17 – Zweisteins Falle (1984)
- 18 – Planet der Vogelmenschen (1984)
- 19 – Der Schatz von Lurya (1984)
- 20 – Das Totenschiff (1984)
- 21 – Die grüne Hölle (1984)
- 22 – Planet der 1000 Wunder (1985)
- 23 – Der Stein der Macht (1985)
- 24 – Befreiung der Erde (1985)
- 25 – Explosion der Sonne (1985)
- 26 – Die Raumschifffalle (1985)
- 27 – Station der Vorzeit (1985)
- 28 – Planet der Puppen (1986)
- 29 – Serum des Todes (1986)
- 30 – Seytanias Rache (1986)
- 31 – Die Steinzeitseuche (1986)
- 32 – Das Dunkle Imperium (1986)
- 33 – Das Superhirn (1986)
- 34 – Angriff der Puppenkönigin (1987)
- 35 – Der schwarze Tod (1987)
- 36 – Der Höllenplanet (1987)
- 37 – Aufstand der Barbaren (1987)
- 38 – Logars Rache (1987)
- 39 – Seytanias Opfer (1987)
- 40 – Meteor des Grauens (1988)
- 41 – Im Reich der Azzarus (1988)
- 42 – Tempel des Todes (1988)
- 43 – Invasion der Ginnicks (1989)
- 44 – Krieg der Planeten (1989)
- 45 – Zweisteins Rückkehr (1989)
- 46 – Mimo, der Rächer (2000)

### Jan Tenner – Die neue Dimension
Erschienene Folgen (Jahr)
- 01 – Schloss des Schreckens (2001)
- 02 – Der Drachenkönig (2001)
- 03 – Fluch der Roboter (2001)
- 04 – Das Monster von Torrox (2001)
- 05 – Im Bann des Xarxas (2001)
- 06 – Raumbasis des Grauens (2001)
- 07 – Der letzte Kampf (2001)
- 08 – Die verlassene Erde (2002)
- 09 – Zweisteins Entmachtung (2002)
- 10 – Inferno im Rockytal (2002)
- 11 – In den Händen der Roon (2002)

Unveröffentlichte Folgen
- 12 – Die Invasion der Xantha'uh
- 13 – Die Zeitfalle (Arbeitstitel: Im Dschungel der Urzeit)
- 14 – Komet des Todes

### Jan Tenner – Der neue Superheld
Erschienene Folgen (Jahr)
- 01 – Ein neuer Anfang (2019)
- 02 – Der lautlose Tod (2019)
- 03 – Hirn des Bösen (2019)
- 04 – Gefangene der Parallelwelt (2019)
- 05 – Angriff des Rattenkönigs (2019)
- 06 – In der Hölle von Ostland (2019)
- 07 – Schatten über Westland (2020)
- 08 – Ruf der Sterne (2020)
- 09 – Kinder des Nichts (2020)
- 10 – Wächter der Zeiten (2020)
- 11 – Tanjas großer Kampf (2021)
- 12 – Finale für Westland (2021)
- 13 – Zweisteins Flucht (2021)
- 14 – Mutation des Bösen (2021)
- 15 – Jagd nach der Unsterblichkeit (2021)
- 16 – Zweisteins Vermächtnis (2021)
- 17 – Der geheimnisvolle Fremde (2021)
- 18 – Zweisteins Erben (2021)
- 19 – Die Macht der Medusa (2021)
- 20 – Rückkehr ins Reich der Azzarus (2021)
- 21 – Kampf um den Silbervogel (2023)
- 22 – Sturm auf die Zeitbastion (2023)
- 23 – Botschaft von Medusa (2023)
- 24 – Der Sternenmoloch (2023)
- 25 – Freiheit für Nyrad (2024)
- 26 – Die Quanten-Seuche (2024)
- 27 – Die teuflische Falle (2024)
- 28 – Rätsel der Rotwelt (2024)
- 29 – Allianz des Schreckens (2024)
- 30 – Furiosas neuntes Leben (2024)
- 31 – In den Fängen der Kobra (2024)
- 32 – Im Bann des Fraktalfeuers (2024)
- 33 – Der gestohlene Planet (2024)
- 34 – Herr der Rotwelt (2025)
- 35 – Amoklauf der Tecramils (2025)

Angekündigte Folgen
- 36 – Die Bestien von Zygon
- 37 – Odyssee ins Unbekannte
- 38 – Das grausame Orakel
- 39 – Ticraxas Schicksal
- 40 – Konfrontation in Ostland
- 41 – Attacke der Pyrophagen
- 42 – Die Domäne der Nacht
- 43 – Verrat des Dunkelfürsten
- 44 – Werkzeug des Bösen
- 45 – LUNA-3000 antwortet nicht
- 46 – Flug in den Tarantelnebel
- 47 – Das Nest der Zazz
- 48 – Spiegelkosmos am Abgrund
- 49 – Der Orden der Blutrose

Erschienene Spezialfolgen (Jahr)
- 01 – Sturm über Shamazaar (2024)
- 02 – Das silberne Unheil (2024)

## Adaptionen in anderen Medien

### Comics
Adaptionen einzelner Hörspielepisoden von Jan Tenner erschienen 1984 und 1985 im Comicmagazin Yps. Zeichner war der Pole Bogusław Polch. Veröffentlicht wurden die folgenden sechs Geschichten:
- Kurs auf Wega 5
- Zweisteins Falle
- Planet der Vogelmenschen
- Planet der 1000 Wunder
- Der Stein der Macht
- Befreiung der Erde

Nachdrucke dieser Comics wurden den CD-Versionen der Folgen 7 bis 12 von Jan Tenner – Der neue Superheld als Gimmick beigelegt.
2025 erschien bei Zauberstern Comics ein Album mit allen sechs Comics.
Darüber hinaus zeichnete Polch zwei weitere Comics: Red Rock in Flammen (1988) ist eine Kombination aus den Hörspiel-Folgen Finsternis über Westland und Red-Rock in Flammen. Der Comic Wasser des Wahnsinns (1989) ist ein klassisches Abenteuer mit Professor Zweistein als Gegner ohne Handlungsbezug zu den Hörspielen.
2001 wurde im Zuge der neuen Dimension ein neuer Comic mit dem Titel Das Uran von Westland angekündigt, der jedoch nie erschien.

### Fernsehwerbung
In kurzen Werbespots wurden einige Hörspielkassetten im Fernsehen beworben. Dabei setzte man auf eine Zeichentrickumsetzung, welche mit den Hörspielen vertont wurde.

### Computerspiel
Zum Start der Neuauflage Jan Tenner – Die neue Dimension erschien für Windows ein Computerspiel mit dem Titel Jan Tenner – Artefakte der Macht.

### Tonie-Figur
Mit Planet der 1000 Wunder der Classic-Serie wurde eine Folge als Tonie-Figur veröffentlicht.

## Trivia
- Auf dem Livestream-Kanal Rocket Beans TV wurde regelmäßig die Sendung Erwachsene Männer hören Jan Tenner ausgestrahlt, in der Moderatoren sich eine Episode des Hörspiels anhören und kommentieren.[11] Mit der Fortsetzung Jan Tenner – Der neue Superheld wurde die Reihe wieder aufgenommen.
- Die Sprecher von General Forbett und Mimo, Heinz Giese und Wilfried Herbst, lieferten sich bereits bei Benjamin Blümchen sowie Bibi Blocksberg als Bürgermeister und Assistent Pichler Wortduelle. In Folge 63, Benjamin Blümchen und der Computer, treten Giese und Herbst gemeinsam mit Professor Zweistein-Sprecher Klaus Miedel auf.
- Lutz Riedel und Marianne Groß, die Sprecher von Jan und Laura, sind miteinander verheiratet. Beide waren schon vor ihrer gemeinsamen Arbeit an Jan Tenner ein Paar.
- Die Serie erlebte verschiedene Wiederveröffentlichungen und auch ein umfassendes Re-Design ab Folge 7 – bei allen Veröffentlichungen blieben jedoch inhaltliche Veränderungen aus – bis auf Folge 15: Lediglich in der Erstauflage von 1983 ist ein ungekürzter Dialog zwischen den Hauptcharakteren zu hören, in dem Heinz Giese in der Rolle des General Forbett über den auf seiner Stirn angebrachten Symbionten den Satz sagt: „Und meiner wächst auch“. In einem späteren Interview (erschienen als Bonustrack auf der CD Dreamland-Grusel Folge 14) konnten sich alle Hauptsprecher daran erinnern, dass seinerzeit alle Anwesenden wegen eines andauernden Lachanfalls das Studio verlassen mussten und Heinz Giese diesen Satz allein einsprechen musste. Wegen seiner missverständlichen Doppeldeutigkeit wurde der Dialog für spätere Auflagen neu eingesprochen – ohne diesen Satz.
- Der Name des Team-Raumschiffs – Silbervogel – trägt den gleichen Namen wie ein Konzept während des Zweiten Weltkriegs für einen orbitalen Bomber. Dieser wurde auch nach dessen Zweck als Amerikabomber genannt, wobei das Amerikabomber-Programm nicht nur die Variante des Silbervogels ins Auge fasste.
- Der Indianerstamm der Navajos aus Folge 6 Geheimnis des Adlers existiert tatsächlich.
- General Forbetts oft wiederholtes "Heiliges Kanonenrohr" ist ein Ausdruck der Überraschung. In der realen Welt ist sein Ursprung unbekannt, aber durch die Operette "Der Bettelstudent" von Carl Millöcker wurde es zum geflügelten Wort.